# Kasteel van Wignacourt
Het Kasteel van Wignacourt is een kasteel in de gemeente Flêtre in het Franse Noorderdepartement.

## Geschiedenis
Dit kasteel was de zetel van de heerlijkheid Flêtre. Hier heerste het geslacht Van Vleteren, dat in 1364 werd opgevolgd door het geslacht Van Houtte. Tussen 1364 en 1380 liet Jan van Houtte een versterkt kasteel bouwen. Het was uitgerust met een houten galerij tussen kasteel en alleenstaande toren, van waar de krijgslieden projectielen naar de belegeraars konden werpen. Later, toen de militaire techniek voortschreed, werden ze vervangen door mezekouwen.
In 1532 kwam de heerlijkheid door huwelijk aan het geslacht Wignacourt. In 1656 werd Flêtre, onder Jacob van Wignacourt, tot graafschap verheven. De laatste graaf van Flêtre, Balthasar-Philippe de Wignacourt, overleed in 1810 in armoede.
Tijdens de Franse Revolutie werd het kasteel onteigend en grotendeels gesloopt om de bouwmaterialen her te gebruiken. De donjon was echter zo zwaar uitgevoerd dat men ervan afzag om deze te slopen. Begin 19e eeuw werd het domein gekocht door een industrieel, welke een woning op de plaats van het gesloopte kasteel bouwde en de donjon inrichtte als ontvangstruimte, met wandbeschot in Lodewijk XV-stijl.
Later werd het domein aangekocht door Edmond Vanuxem, die brouwer was te Ardres. Deze liet het huidige, bakstenen, kasteel bouwen dat in 1872 gereed kwam. Na de Eerste Wereldoorlog werden de grachten gedempt.

## Gebouw
Van belang is de donjon, met metersdikke muren en gebouwd in baksteen. Beneden in de toren vindt men de gevangenis.